# صموئيل دبليو. راندولف
صموئيل دبليو. راندولف (بالإنجليزية: Samuel W. Randolph) هو سياسي أمريكي، ولد في 5 ديسمبر 1872 في مانيتووك في الولايات المتحدة، وتوفي في 1941. نشط حزبياً في الحزب الديمقراطي. وقد انتخب عضو مجلس ولاية ويسكونسن.